# Jonathan Dancy
Jonathan Dancy (ur. 8 maja 1946) – brytyjski filozof, zajmujący się etyką oraz epistemologią. Obecnie wykłada na uniwersytecie w Reading (Wielka Brytania) oraz na University of Texas at Austin (USA). Jest ojcem aktora Hugh Dancy’ego.

## Poglądy filozoficzne
Dancy jest twórcą partykularyzmu moralnego, doktryny według której nie istnieją żadne uniwersalne zasady etyczne, a ocena działań pod względem moralnym jest zawsze zależna od sytuacji, w jakiej dane działania zostały wykonane.
Częścią poglądów Dancy’ego jest „holizm racji”: coś, co może być uznane za dobry powód do wykonania pewnego działania w pewnych okolicznościach, może stracić tę właściwość w innych okolicznościach, a nawet stać się argumentem, by danej rzeczy nie czynić.
Prof. Dancy redagował wydania prac Berkeleya oraz poświęcił mu niewielką książkę.

## Prace
Ważne artykuły (wybór)
- „On Moral Properties”, Mind, 1981, XC, pp. 367–385.
- „Ethical Particularism and Morally Relevant Properties”, Mind, 1983, XCII, 530-547.

Monografie
- An Introduction to Contemporary Epistemology, Oxford, Blackwell, 1985.
- Berkeley: An introduction, Oxford ; New York: Blackwell, 1987.
- Moral Reasons, Blackwell, Oxford, 1993.
- Practical Reality, Oxford, Oxford University Press, 2000.
- Ethics Without Principles, Oxford: Clarendon Press, New York: Oxford University Press, 2004.

### Redakcja naukowa
- Perceptual Knowledge, Oxford: OUP, 1988.
- A Companion to Epistemology, 1993 (wraz z Ernestem Sosa).
- Reading Parfit, Oxford: Blackwell,1997.
- Normativity (Ratio conference 1998) Oxford: Blackwell, 2000.